# 巴里坤大河机场
巴里坤大河机场（Balikun Dahe Airport），位于中国新疆维吾尔自治区哈密市巴里坤哈萨克自治县，距离县城中心直线距离约19km。机场标高1734米，是新疆第二座高原机场。飞行区等级为4C，跑道长3000米、宽45米，主降方向设置Ⅰ类精密进近系统，建设有4000平方米的航站楼，5个C类机位的站坪（其中1个C类机位兼顾通航使用），可满足年旅客吞吐量30万人次、货邮吞吐量700吨、飞机起降3000架次的使用需求。

## 沿革
2017年3月，中国民用航空局批复巴里坤民用机场选址报告；

2020年12月23日，取得国务院、中央军委《关于同意新建新疆巴里坤民用机场的批复》对该项目的批复；

2022年1月24日，国家发改委以《关于新疆巴里坤民用机场可行性研究报告的批复》批复项目可行性研究报告；

2023年3月，巴里坤民用机场开工建设；

2023年10月1日，巴里坤大河机场命名获批，英文译名为“BALIKUN DAHE AIRPORT”；

2024年12月29日，巴里坤大河机场校飞工作圆满完成；

2025年4月，巴里坤大河机场通过竣工验收；

2025年4月24日，巴里坤大河机场试飞成功，任务由成都航空中国商飞C909机型执行；

2025年5月16日，巴里坤大河机场通过行业验收；

2025年7月2日，巴里坤大河机场获颁运输机场使用许可证；

2025年7月11日，巴里坤大河机场正式通航，由成都航空执飞“成都天府—郑州—巴里坤”往返航线。

## 国内航线
2025夏航季
| 航空公司       | 目的地                            |
| -------------- | --------------------------------- |
| 成都航空（EU） | 成都/天府、郑州、乌鲁木齐、吐鲁番 |
| 华夏航空（G5） | 重庆                              |